# جایزه اسرائیل
جایزهٔ اسرائیل (به عبری: פרס ישראל) عالی‌ترین جایزه دولتی در کشور اسرائیل است که هر ساله در روز استقلال به افرادی با دستاوردهای بزرگ علمی و فرهنگی اعطاء می‌شود. در مراسم اعطای جایزه اسرائیل، به‌طور سنتی، رئیس‌جمهور، نخست‌وزیر، رئیس کنست و بلندپایه‌ترین قاضی عضو دیوان عالی اسرائیل شرکت می‌کنند. این جایزه در شهر اورشلیم اعطا می‌شود.